# Claudia Pulcra

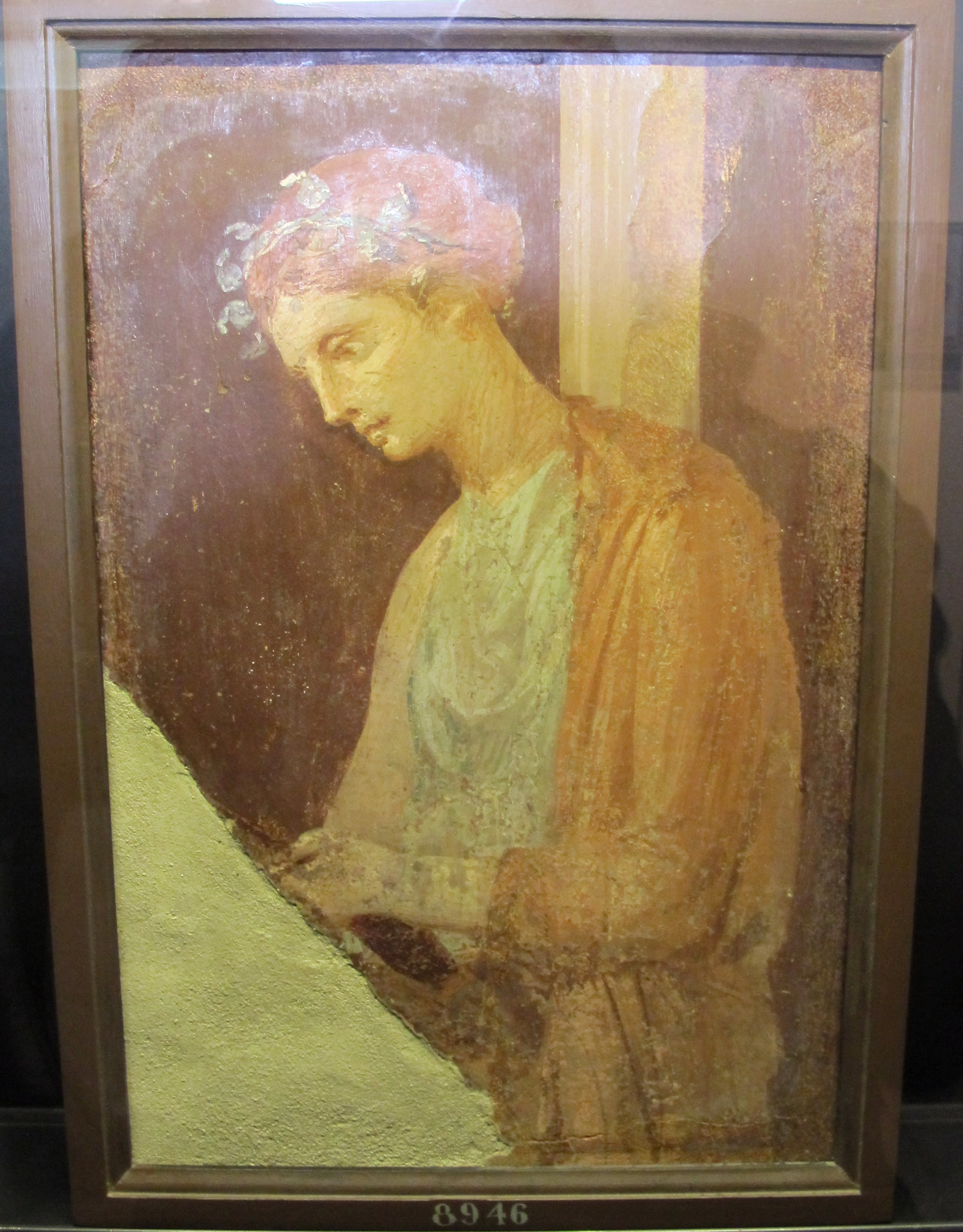
Pintura de una romana, siglo I

Claudia Pulcra  fue una dama romana del siglo I, miembro de los Claudios Pulcros, una rama familiar patricia de la gens Claudia y la primera de su familia en adoptar el cognomen Pulcra. Se supone que fue hija de Publio Claudio Pulcro y de Marcela la Mayor. Otros autores indican que su padre fue Marco Valerio Mesala Apiano. Estuvo casada con Publio Quintilio Varo.
Acusada de adulterio e impudicia por Cneo Domicio Afro en el año 26, fue desterrada por el emperador Tiberio, a pesar de la defensa que de ella hizo Agripina la Mayor ante el mismo emperador.